# Test della mediana
Il test della mediana è un test non parametrico, caso speciale del test del chi quadrato di Pearson. 
Viene testata l'ipotesi nulla che le mediane delle popolazioni di due campioni statistici siano identiche.
I valori di ciascun campione vengono assegnati a due gruppi a seconda che siano superiori o inferiori alla mediana di entrambi i campioni riuniti.
A questo punto si utilizza il test chi quadrato di Pearson per determinare se le frequenze di ciascun gruppo si discostino molto dalla distribuzione comune ai due gruppi.
La potenza di questo test può essere migliorata utilizzando valori diversi dalla mediana.
È un'alternativa non parametrica al test t di Student quando non sono verificate le ipotesi di quest'ultimo.
Se applicabile, il test di Kolmogorov-Smirnov (a una o due code) è da preferire al test della mediana, in quanto più efficiente-potente.